# 若菜駅
若菜駅（わかなえき）は、北海道夕張市若菜にあった夕張鉄道の駅（廃駅）である。夕張鉄道線の廃止に伴い1975年に廃止された。
付近の若菜市街には同社のバスターミナルがあり、市内各所へのバスが発着し、列車とバスの市内交通の結節点でもあった。また北炭化成工業所専用鉄道の接続駅でもあり、コークス製造時の副産物輸送のため、北炭所有のタンク車・タム3250形2両が常備駅として配置されていた。

## 歴史

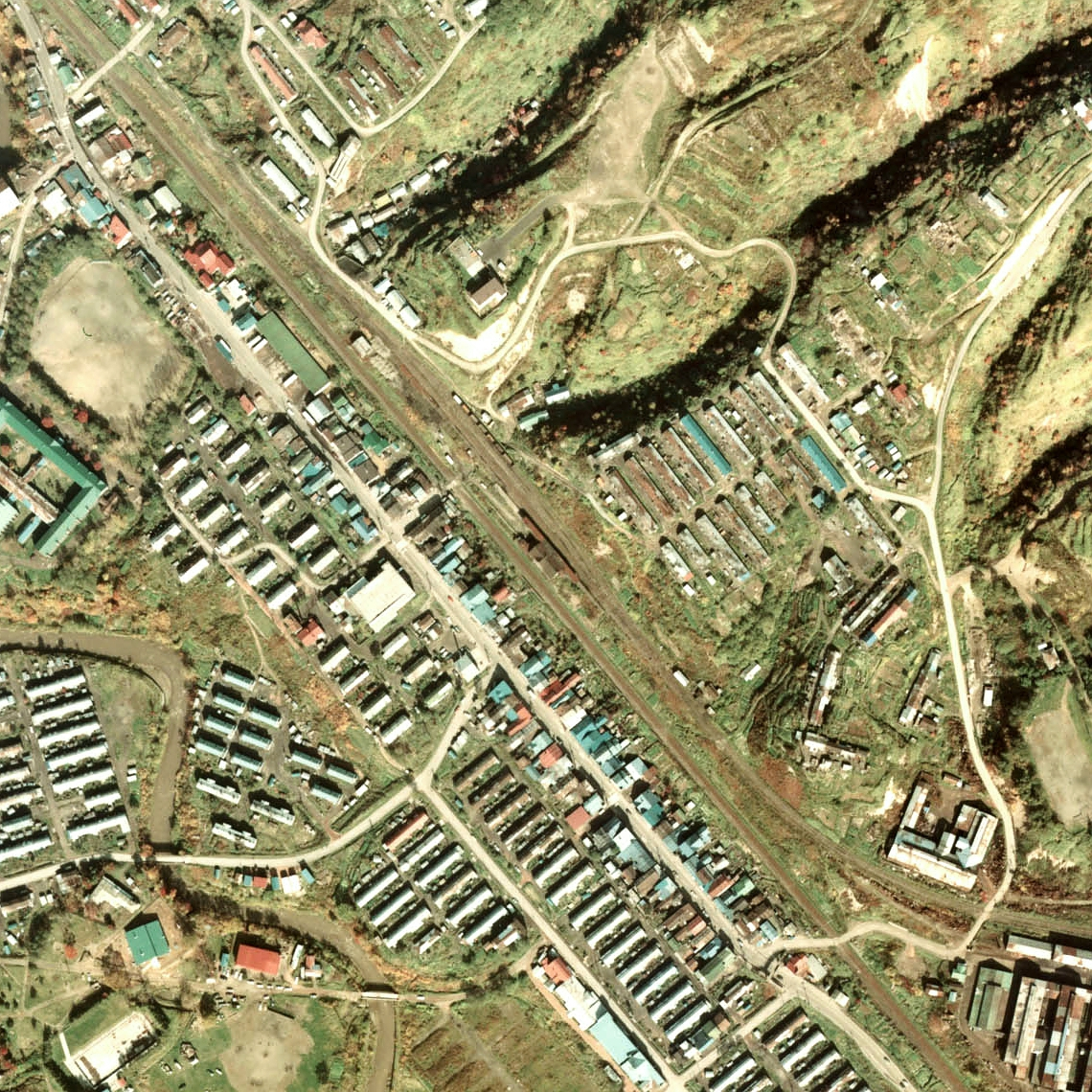
1976年の若菜駅と周囲750 m範囲。左上が夕張本町方面。国鉄夕張線（下側）に挟まれた駅は化成工業所専用線が現役のためそのまま残されている。この辺りの夕鉄側は、国鉄夕張線から約2m程高い位置にある。駅裏側の留置線から右へ本線に並行して専用線が向かう。

- 1926年（大正15年）10月14日：夕張鉄道線の開業に伴い、若菜辺駅として開業。
- 1934年（昭和9年）5月1日：化成工業所専用鉄道（当駅 - 化成工業所間0.9 km）開業。
- 1954年（昭和29年）1月16日：若菜駅に改称。
- 1971年（昭和46年）11月15日：旅客営業廃止。
- 1975年（昭和50年）4月1日：夕張鉄道線廃止。
- 1978年（昭和53年）4月：化成工業所専用鉄道廃止。

## 駅構造
単式ホーム1面1線の地上駅で、終日駅員が配置されていた。当駅には小野炭鉱の石炭積み込み設備があった。

## 駅周辺
- 夕鉄バスの若菜バスターミナルがあり商店街が形成されていた。道路の拡幅によりバスターミナルは移転したが、商店街は再整備された。
- 夕張鉄道本社（バスターミナル併設）

## 駅跡
- 2020年時点では、ホームと石垣が残存していた。
- 旧駅舎そばのJR石勝線夕張支線の踏切の名称は、2019年の同路線廃止まで「若菜駅前通り踏切」となっていた。

## 隣の駅
北海道炭礦汽船
夕張鉄道線
夕製前駅 - 若菜駅 - 営林署前駅

## 接続路線
- 北海道炭礦汽船（株）化成工業所専用鉄道
- （株）夕張製作所専用鉄道（若菜-工場間0.4 km 運行管理夕張鉄道[1]）